# Bells Corners
Bells Corners är en stadsdel i Kanadas huvudstad Ottawa, i provinsen Ontario. Antalet invånare är 9 977.